# 秦興
秦興（しんこう）は、隋末唐初に秦政権を樹立し自立した薛挙が建てた私年号。
617年 - 618年。

## 西暦・干支との対照表
| 秦興 | 元年  | 2年   |
| 西暦 | 617年 | 618年 |
| 干支 | 丁丑  | 戊寅  |